# The Most Beautiful Moment in Life, Part 1
The Most Beautiful Moment in Life, Part 1 (en hangul, 화양연화 Pt.1; en hanja, 花樣年華 Pt.1; romanización revisada, Hwayang-yeonhwa Pt.1) es el tercer EP del grupo surcoreano BTS. El EP fue publicado el 29 de abril de 2015 y es primer álbum del proyecto de dos partes del grupo que se centra en la "Youth" (lit. Juventud). Se lanzaron dos versiones del álbum los cuales contienen nueve canciones con el sencillo principal «I Need U» y, en junio, la banda promovió «Dope», otra canción del álbum. En Corea del Sur, The Most Beautiful Moment in Life, Part 1 se colocó en el puesto número 6 de los álbumes más vendidos de 2015 en la Gaon Chart.

## Historia
El 17 de abril de 2015, se publicó en YouTube un tráiler animado para el regreso de BTS el cual presentaba a un chico jugando básquetbol en una tarde ventosa, acompañado por un rap de Suga y, el 19 de abril, Big Hit Entertainment publicó el nombre del álbum además de fotos teaser de los chicos en el Twitter oficial de BTS, anunciando el regreso del grupo. El 26 del mismo mes, BTS publicó un avance del álbum, el cual confirmó que «I Need U» sería su sencillo principal. Cuando el videoclip teaser de dicha canción fue publicado el 23 de abril, el hashtag #INEEDU se volvió tendencia mundial en Twitter.
Este es el primer álbum en el cual todos los miembros participaron o en la producción, la composición o la escritura de las letras. A pesar del nombre del álbum expresando "el momento más hermoso de la vida", la banda también quería expresar las ansiedades e inseguridades que la juventud puede traer. En respuesta a la duración del álbum, RM y Suga explicaron que el grupo piensa cada álbum como un LP, ya que lo que los miembros quieren hacer es "contar un montón de buenas historias".
En una entrevista para Mwave, los miembros del grupo mencionaron que habían tardado más tiempo trabajando en «I Need U» que en cualquier otro sencillo principal de los álbumes anteriores: "Tardamos tres o cuatro veces más trabajando en «I Need U» que en cualquier otro sencillo principal. Existen cuatro versiones diferentes del mismo beat. Es una canción que seguía apareciendo con ediciones constantes. Pusimos en ella tanto esfuerzo que todo el mundo está satisfecho."
I Need U fue el sencillo promocional, en toda la historia de BTS, en pasar mucho tiempo tanto en producción, como remasterización de audio, esta canción contiene R&B, Hip-Hop, Dance, con elementos de Trapstep y Electropop. Contiene una versión de piano titulada: I Need U (Urban Mix)

## Promociones
BTS presentó un show para su regreso el 30 de abril de 2015 en el M Countdown de Mnet. El grupo siguió promoviéndose en programas musicales de MBC, SBS, Arirang TV y KBS, a pesar del hecho de que «Boyz With Fun» y «Converse High» no eran consideradas aptas para la emisión por la KBS y esta última tampoco era considerada apta para la MBC. También ganaron dos premios musicales en The Show de la SBS, otro en Show Champion, otro en M Countdown y otro más en Music Bank, ganando un total de cinco premios.

## Videoclips
El videoclip para «I Need U» fue publicado el 29 de abril de 2015, mostrando a los miembros actuando varias escenas depresivas más que el enfoque del mismo hacia la coreografía. Y el mismo alcanzó el millón de visitas en 16 horas. Este videoclip fue cortado para preservar su clasificación +15, pero el 10 de mayo, la versión original fue publicada con una clasificación de +19. El 23 de junio, Big Hit también publicó un videoclip para «Dope», para la promoción de la banda; este muestra a los miembros vestidos con trajes de diferentes profesiones mientras bailan una acelerada coreografía. El video llegó al millón de visitas en menos de 15 horas.

## Desempeño comercial
El álbum debutó en el puesto 2 en la lista semanal de GAON y ascendió al número 1 la segunda semana de su lanzamiento. También debutó segundo en la Billboard World Albums Chart y sexto en la Billboard Top Heatseekers. Los sencillos del álbum también debutaron en la Billboard World Digital Songs, alcanzando «I Need U» el puesto 4 seguido por «Dope», en el 11, «Hold me Tight» (12), «Boyz With Fun» (13), «Converse High (15)» y «Outro: Love is Not Over», en el 25. Fue listado en junio por Fuse como uno de los "27 Best Albums of 2015 So Far" (lit. 27 mejores álbumes del 2015 por lejos), y fue el único álbum coreano en estar allí. El 11 de julio, «Dope» ascendió al puesto número 3 en la Billboard a pesar de haber sido publicada dos meses antes.
El álbum también debutó en el puesto 24 en la lista semanal de Oricon, y 45 en la mensual.

## Variaciones
Fueron lanzadas dos versiones del EP: la versión rosa y la blanca. A pesar de que no había cambios en la lista de canciones, la versión blanca presentaba una portada, diseño de disco y libro de fotos distinto al de la rosa. Si las dos portadas de The Most Beautiful Moment in Life, Part 2 se alinean arriba de las dos portadas de The Most Beautiful Moment in Life, Part 1, forman una imagen de pétalos de flores y mariposas.

## Lista de canciones
| N.º   | Título                                                                               | Letras                                              | Música                | Duración |  |
| 1.    | «Intro: The Most Beautiful Moment in Life» (Intro: 화양연화; Intro: Hwayang-yeonhwa) | Slow Rabbit, Suga                                   | Slow Rabbit           | 2:03     |  |
| 2.    | «I Need U»                                                                           | Pdogg, Bang Sihyuk, Brother Su, RM, Suga, J-Hope    | Pdogg                 | 3:31     |  |
| 3.    | «Hold me Tight» (잡아줘; Jabajwo)                                                    | Slow Rabbit, Pdogg, V, RM, Suga, J-Hope             | Slow Rabbit           | 4:35     |  |
| 4.    | «Skit: Expectation!»                                                                 |                                                     | Pdogg, Bang Sihyuk    | 2:27     |  |
| 5.    | «Dope» (쩔어; Jjeoreo)                                                               | Pdogg, Bang Sihyuk, RM, Suga, J-Hope                | Pdogg                 | 4:00     |  |
| 6.    | «Boyz With Fun» (흥탄소년단; Heungtan-sonyeondan)                                    | Suga, Pdogg, Bang Sihyuk, RM, J-Hope, Jin, Jimin, V | Suga, Pdogg           | 4:04     |  |
| 7.    | «Converse High»                                                                      | Pdogg, Slow Rabbit, RM, Suga, J-Hope                | Pdogg, Slow Rabbit    | 3:29     |  |
| 8.    | «Moving On» (이사; Isa)                                                              | Pdogg, RM, Suga, J-Hope                             | Pdogg                 | 4:52     |  |
| 9.    | «Outro: Love is Not Over»                                                            | Jungkook, Slow Rabbit, Pdogg, Jin                   | Jungkook, Slow Rabbit | 2:23     |  |
| 30:04 |                                                                                      |                                                     |                       |          |  |

## Posicionamiento en listas
| Corea del Sur (Gaon Chart)              | 1  |
| Estados Unidos (Independent Albums)     | 20 |
| Estados Unidos (Top Heatseekers Albums) | 6  |
| Estados Unidos (Billboard World Albums) | 2  |
| Japón (Oricon)                          | 17 |
| Japanese Edition                        |    |
| Japón (Oricon)                          | 9  |
| Japón (Billboard Japón)                 | 11 |

| Lista (2015)           | Mejor posición |
| ---------------------- | -------------- |
| Corea del Sur (Circle) | 2              |
| Japón (Oricon)         | 45             |

| País                             | Año  | Posición |
| -------------------------------- | ---- | -------- |
| Corea del Sur (Gaon Album Chart) | 2015 | 6        |
| Corea del Sur (Gaon Album Chart) | 2016 | 25       |
| Corea del Sur (Gaon Album Chart) | 2017 | 60       |
| Corea del Sur (Gaon Album Chart) | 2018 | 59       |

## Ventas y certificaciones
| Lista                      | Ventas   |
| -------------------------- | -------- |
| Gaon (ventas físicas)      | 473 186+ |
| Oricon (ventas físicas)    | 12 061^  |
| Billboard (ventas físicas) | 2000^    |

## Premios y nominaciones

### Premios musicales
| Año  | #    | Ceremonia               | Premio                     | Resultado | Ref    |
| ---- | ---- | ----------------------- | -------------------------- | --------- | ------ |
| 2015 | 17.ª | Mnet Asian Music Awards | UnionPay Album of the Year | Nominado  | [ 31 ] |
| 2016 | 30ma | Golden Disk Awards      | Disk Bonsang               | Ganador   | [ 32 ] |
| 2016 | 25ta | Seoul Music Awards      | Bonsang Award              | Ganador   | [ 33 ] |

### Programas de música
| Canción    | Programa      | Fecha              | Ref    |
| ---------- | ------------- | ------------------ | ------ |
| «I Need U» | The Show      | 5 de mayo de 2015  | [ 34 ] |
| «I Need U» | The Show      | 12 de mayo de 2015 | [ 35 ] |
| «I Need U» | M Countdown   | 7 de mayo de 2015  | [ 36 ] |
| «I Need U» | Music Bank    | 8 de mayo de 2015  | [ 37 ] |
| «I Need U» | Show Champion | 13 de mayo de 2015 | [ 38 ] |

## Historial de lanzamientos
| País          | Fecha                                       | Formato              | Sello                                    |
| ------------- | ------------------------------------------- | -------------------- | ---------------------------------------- |
| Corea del Sur | 29 de abril de 2015                         | CD, descarga digital | LOEN Entertainment Big Hit Entertainment |
| Mundo         | 29 de abril de 2015                         | Descarga digital     | LOEN Entertainment Big Hit Entertainment |
| Taiwán        | 2 de junio de 2015                          | CD                   | LOEN Entertainment Big Hit Entertainment |
| Japón         | 2 de mayo de 2015                           | CD                   | LOEN Entertainment Big Hit Entertainment |
| Japón         | 16 de septiembre de 2015 (Japanese Edition) | CD                   | Pony Canyon                              |